# 15 avril 1989
Le samedi 15 avril 1989 est le 105e jour de l'année 1989.

## Naissances
- Adeiny Hechavarria, joueur de baseball cubain
- Aline Villares Reis, footballeuse professionnelle brésilienne
- Andre Kinney, acteur américain
- Bakaré Koné, joueur de football ivoirien
- David Bonnecarrere, joueur de rugby
- Elizabeta Samara, pongiste roumaine
- Kerstin Cook, Miss Suisse en 2010
- Sam Sunderland, pilote de rallye-raid et d'enduro britannique
- Shawn Nicklaw, footballeur international guamanien

## Décès
- Bernard-Marie Koltès (né le 9 avril 1948), auteur dramatique
- Charles Vanel (né le 21 août 1892), acteur français
- Connie Simmons (né le 15 mars 1925), joueur de basket-ball américain
- Federico Gay (né le 16 juillet 1896), coureur cycliste italien
- Hu Yaobang (né le 20 novembre 1915), ancien Secrétaire général du Parti communiste chinois
- Mikhaïl Pankov (né le 30 septembre 1903), ingénieur militaire soviétique
- Nesuhi Ertegün (né le 26 novembre 1917), producteur de jazz américain
- Michael Evenari (né le 9 octobre 1904), botaniste israélien

## Événements
- Début du championnat du monde de snooker 1989
- Sortie de l'album The Headless Children
- Tragédie de Hillsborough : 96 personnes périssent écrasées ou étouffées contre les grilles du stade Hillsborough à Sheffield (Royaume-Uni) lors de la demi-finale de la Coupe d'Angleterre de football opposant les équipes de Liverpool et de Nottingham Forest.
- Début des manifestations de la place Tian'anmen à la suite du décès de Hu Yaobang, ancien Secrétaire général du Parti communiste chinois.
- Liban : les quatorze premiers blessés chrétiens sont évacués à bord du navire-hôpital « La Rance ». Onze d'entre eux seront transférés en avion vers la France
- Salvador : une infirmière française est assassinée par les Escadrons de la mort.